# Gasthaus zum Adler (Lauingen)

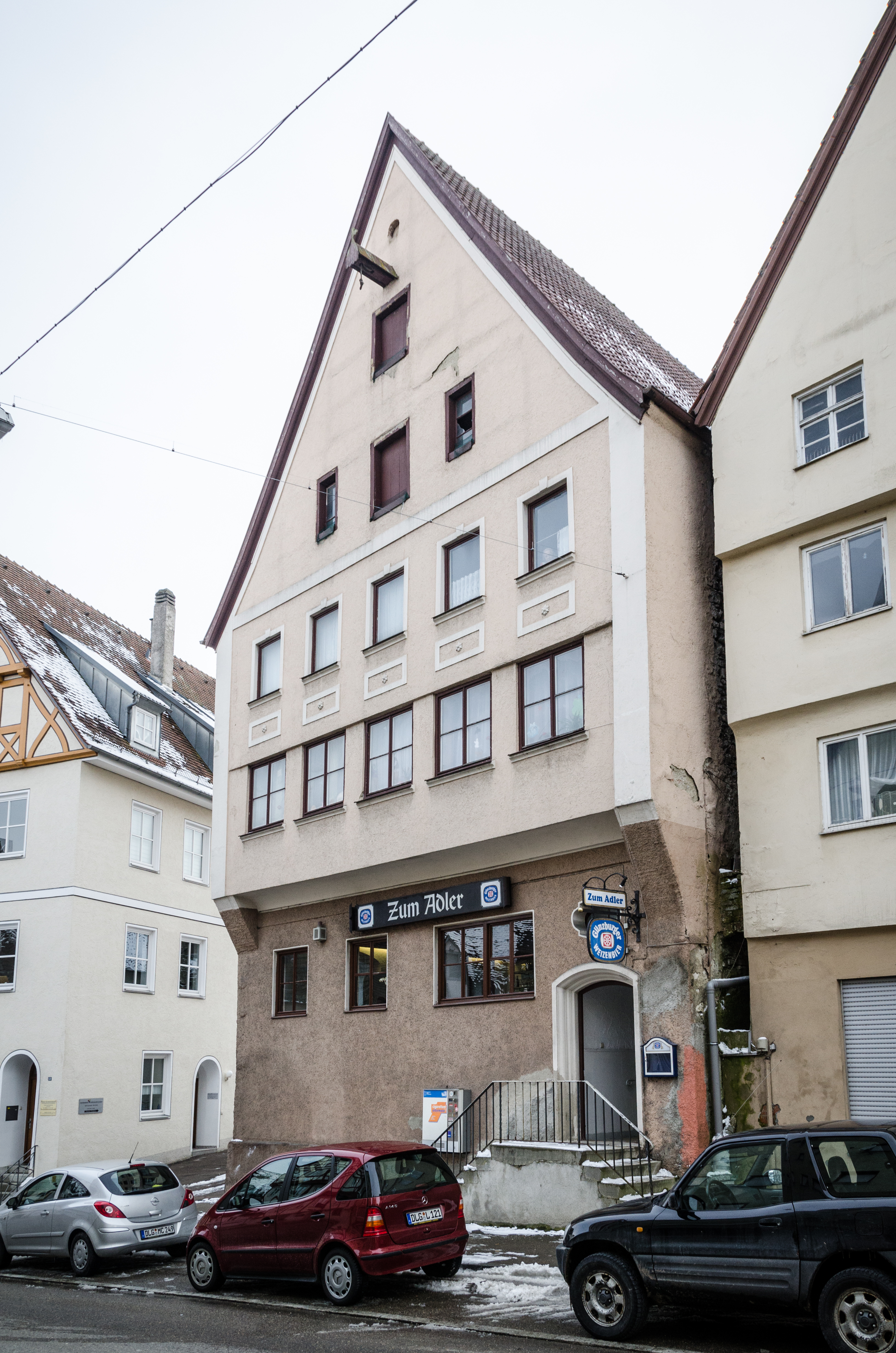
Ehemaliges Gasthaus zum Adler in Lauingen (2007)

Das Gasthaus zum Adler in Lauingen, einer Stadt im schwäbischen Landkreis Dillingen an der Donau in Bayern, wurde im Kern im 16./17. Jahrhundert errichtet. Das ehemalige Gasthaus an der Geiselinastraße 14 steht auf der Liste der geschützten Baudenkmäler in Bayern.
Der dreigeschossige Giebelbau mit Satteldach und hohem Sockelgeschoss besitzt ein vorkragendes erstes Obergeschoss. Über eine Freitreppe wird die Segmentbogentür mit Profilgewände erreicht. Die Fenster im ersten und zweiten Obergeschoss sind quadratisch, am zweiten Obergeschoss sind sie mit Putzrahmen und betontem Schlussstein versehen. Zwischen diesen Geschossen sind in fünf rechteckigen Putzfeldern Rosetten aus Stuck angebracht.
Im Giebel ist der Aufzugsbalken mit Zierbrett vorhanden.